# Шип Ботом (Њу Џерзи)
Шип Ботом (енгл. Ship Bottom) град је у америчкој савезној држави Њу Џерзи.

## Демографија
По попису из 2010. године број становника је 1.156, што је 228 (-16,5%) становника мање него 2000. године.
| Група             | 2000.         | 2010.         |
| Белци             | 1.282 (92,6%) | 1.032 (89,3%) |
| Афроамериканци    | 4 (0,3%)      | 15 (1,3%)     |
| Азијати           | 12 (0,9%)     | 5 (0,4%)      |
| Хиспаноамериканци | 80 (5,8%)     | 106 (9,2%)    |
| Укупно            | 1.384         | 1.156         |